# Собровин, Владимир Викторович
Владимир Викторович Собровин (род. 3 ноября 1944) — советский и российский хоккейный тренер. Заслуженный тренер России (2013).

## Биография
В сезонах 1968/69 — 1971/72 играл во второй лиге за клуб «Олимпия» Кирово-Чепецк.
Тренер (1981/82 — 1987/88) и главный тренер (1988/89) команды первой лиги первенства СССР «Молот» Пермь. Главный тренер ярославских клубов ШВСМ (1989/90 — 1990/91) и «Яринтерком» (1991/92). В сезоне 1993/94 — тренер «Молота», выступавшего в МХЛ, с 27 ноября по 22 декабря — исполняющий обязанности главного тренера. Тренер команды «Коминефть» / «КомиТЭК» (Нижний Одес, 1994/95 — 1995/96). В сезоне 1996/97 — исполняющий обязанности главного тренера «Химика» Энгельс, тренер «Кристалла» Саратов. Тренер омского «Авангарда» (1997/98, до 14 октября). Главный тренер «Спутника» Нижний Тагил (1999/2000, 2007/08). Главный тренер «Зауралья» Курган (2008/09).
Тренер в школах ярославского «Локомотива» (2003—2005) и тольяттинской «Лады».
Среди воспитанников — Семён Варламов, Артём Анисимов, Александр Васюнов, Игорь Уланов, Лев Бердичевский, Дмитрий Красоткин, Алексей Горшков, Владимир Самылин, Альберт Мальгин.